# Богданов Антон Андрійович
Антон Андрійович Богданов (рос. Антон Андреевич Богданов; нар. Кіровськ, Мурманська область, РРСФР, СРСР) — російський актор театру, кіно та телебачення.

## Життєпис
Народився 23 листопада 1984 року в Кіровську Мурманської області. У дитинстві з батьками переїхав в місто Березняки, Пермської області.
Закінчив Пермський державний інститут мистецтва та культури за спеціальністю «режисер масових заходів».

## Фільмографія
- 2019 — Полярний / Полярный — Сергій Нуждін
- 2018 — Т-34 — Дем'ян Волчок, танкіст
- 2018 — За законами воєнного часу-2 — Сергій Єрмоленко, червоноармієць
- 2018 — Ялинки останні / Ёлки последние — Денис Прохоров, лікар
- 2017 — Ялинки нові / Ёлки новые — Денис Прохоров, лікар
- 2015 — Бармен / Бармен — Роман
- 2014 — Ялинки 1914 / Ёлки 1914 — Сенька
- 2013 — Ялинки 3 / Ёлки 3 — Денис Юрійович, лікар-травматолог
- 2012 — Джентльмени, удачі! / Джентльмены, удачи! — Антон «Муха» Мухін, злодій
- 2010-2019 — Реальні пацани / Реальные пацаны — Антоха Богданов, друг Коляна, головна роль[3]